# Ramon Argemí i Comerma
Ramon Argemí i Comerma (Terrassa, 31 d'agost de 1872 - Barcelona, 5 de març de 1955) fou un fabricant tèxtil i personalitat terrassenca. Va ser regidor de l'Ajuntament de Terrassa el 1904, president del Círcol Egarenc el 1904-1905 i el 1920-1921, cofundador del Condicionament Terrassenc, membre de l'Agrupació Regionalista i integrant de la Comissió Inspectora del Banc Comercial de Terrassa, el 1924. És fill de l'industrial tèxtil i exalcalde de Terrassa, Narcís Argemí i Vendrell i pare de l'esportista d'elit i cineasta, Francesc Argemí i Solà.
A finals del segle xix, els teixits de llana i estamp de la fàbrica de Ramon Argemí eren coneguts i reconeguts internacionalment per la seva alta qualitat, essent guardonats en diverses ocasions. En destaquen el premi medalla de plata al teixit de llana de l'Exposició Universal de Barcelona  del 1888, el premi medalla d'or en l'Exposició Universal de Paris del 1889 i el premi medalla d'or en l'Exposició Universal de Chicago del 1893.
La fàbrica passa a anomenar-se “Successor de Narcís Argemí” i segueix duent a terme la seva activitat en la Casa Narcís Argemí (o Magatzem Narcís Argemí) de Terrassa (un edifici remodelat per l'arquitecte Rafael Puig i Puig, d'estil eclèctic i amb línies d'inspiració neoclàssica.

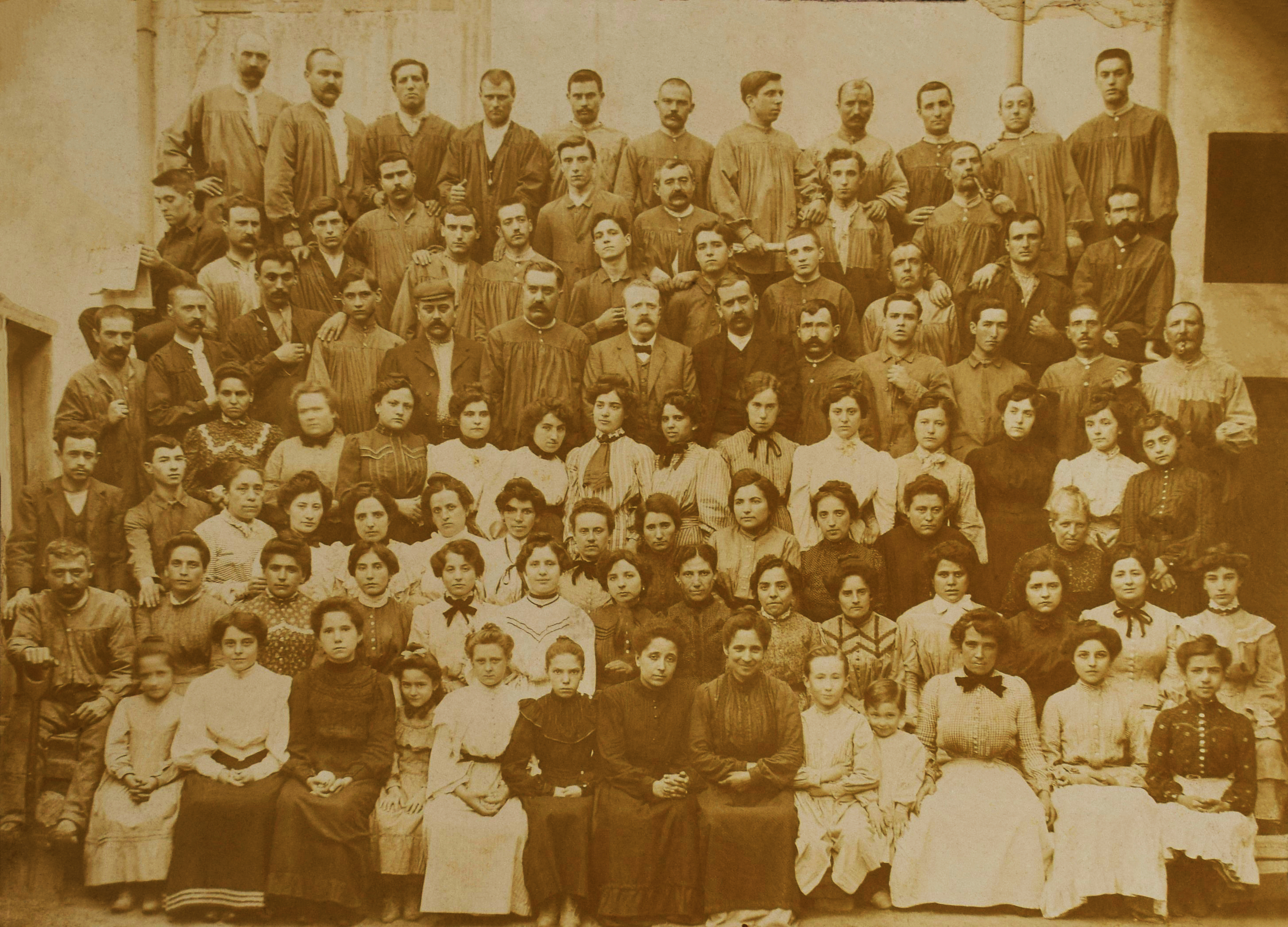
Treballadors de la fàbrica de Ramon Argemí, dècada de 1900

A tombants del segle xx, un cop que Ramon Argemí assoleix la majoria d'edat, i aprofitant el moment d'expansió productiva, la fàbrica passa a anomenar-se “Ramon Argemí”, s'instal·la una filatura en el vapor Sensada i Ramoneda i, anys més tard, en el vapor de la vídua Galí. El 1915, Ramon Argemí i Comerma s'associa amb Joan Trullàs i Trilla per crear la societat “Trullàs i Argemí”. Fou cofundador, el 1906, del Condicionament Terrassenc (Acondicionamiento Tarrasense), una entitat creada pels fabricants tèxtils de Terrassa per dur a terme el control de qualitat dels teixits, per mitjà de la comprovació, l'assaig i l'anàlisi química dels articles produïts.
En paral·lel a l'ofici d'industrial, Ramon Argemí i Comerma va mantenir-se altament implicat en l'activitat social, política i cultural de Terrassa. Va ser regidor de l'Ajuntament de la ciutat el 1904, durant l'alcaldia d'Alfons Maria Ubach i Solà. El mateix any, fou president de l'entitat cultural Círcol Egarenc, presidència que va renovar el 1920-1921. D'ideologia catalanista, en contraposició al salisme, fou membre actiu de l'Agrupació Regionalista. De fet, el 1907, en una època de gran confrontació política, fou un dels socis expulsats del Círcol Egarenc per ballar una sardana.